# Kaulung
Kaulung (kínaiul: 九龍, népszerű latin betűs átírással Kowloon, jűtphing: gau2 lung4, pinjin: jǐulǒng, csiulung) Hongkong egyik városrésze a Kaulung-félszigeten. A Viktória kikötő mellett az egyik legnagyobb turistacélpont a városban. Nevének jelentése „kilenc sárkány”. A városrész öt közigazgatási kerületet ölel fel.

## Látványosságok
Itt található többek között a hongkongi filmsztárok sétánya, Bruce Lee szobrával, a műemlékké nyilvánított Cimszácöü-óratorony (Tsim Sha Tsui-óratorony), illetve a Guinness-rekorder A Symphony of Lights („Fények szimfóniája”), ami egy összehangolt éjszakai fény- és tűzijátékparádé Cimszácöü (Tsim Sha Tsui) városrész tengerparti épületeinek közreműködésével.
Ugyancsak Kaulung adott otthont a világ egykori legzsúfoltabb lakóteleptömbjének, a Kowloon Walled City-nek, ami hírhedt volt az engedély nélkül, szorosan egymás mellé épített betontömbjeiről, a prostitúcióról, az illegális szerencsejátékról és a bűnözésről. Körülbelül 300 épületben csaknem 55 000 ember lakott itt, egészen 1992-ig, amikor a hongkongi kormány a kitelepítés és lebontás mellett döntött. A helyén 1994-ben 76 millió hongkongi dollárból parkot építettek.

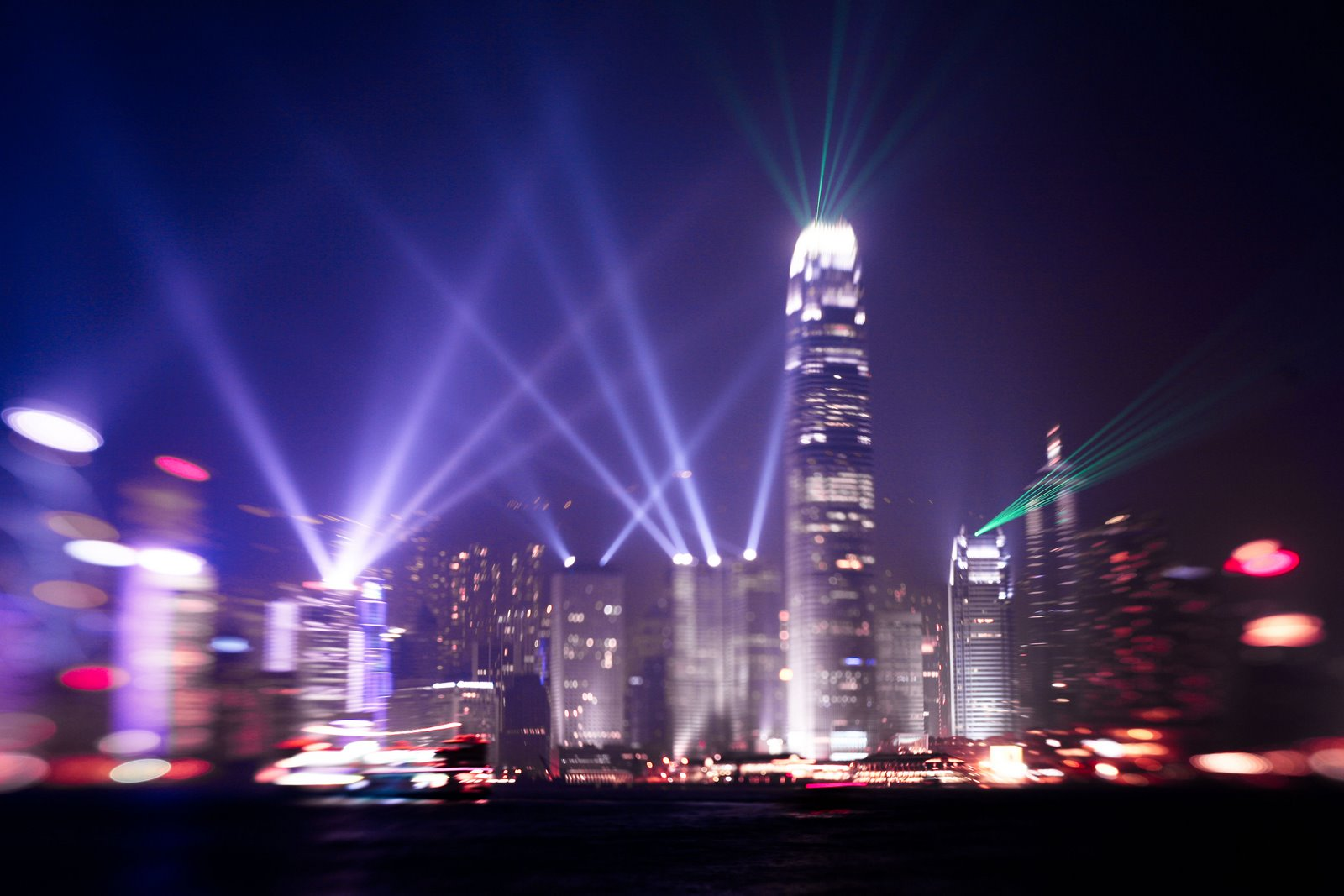
„Fények szimfóniája”
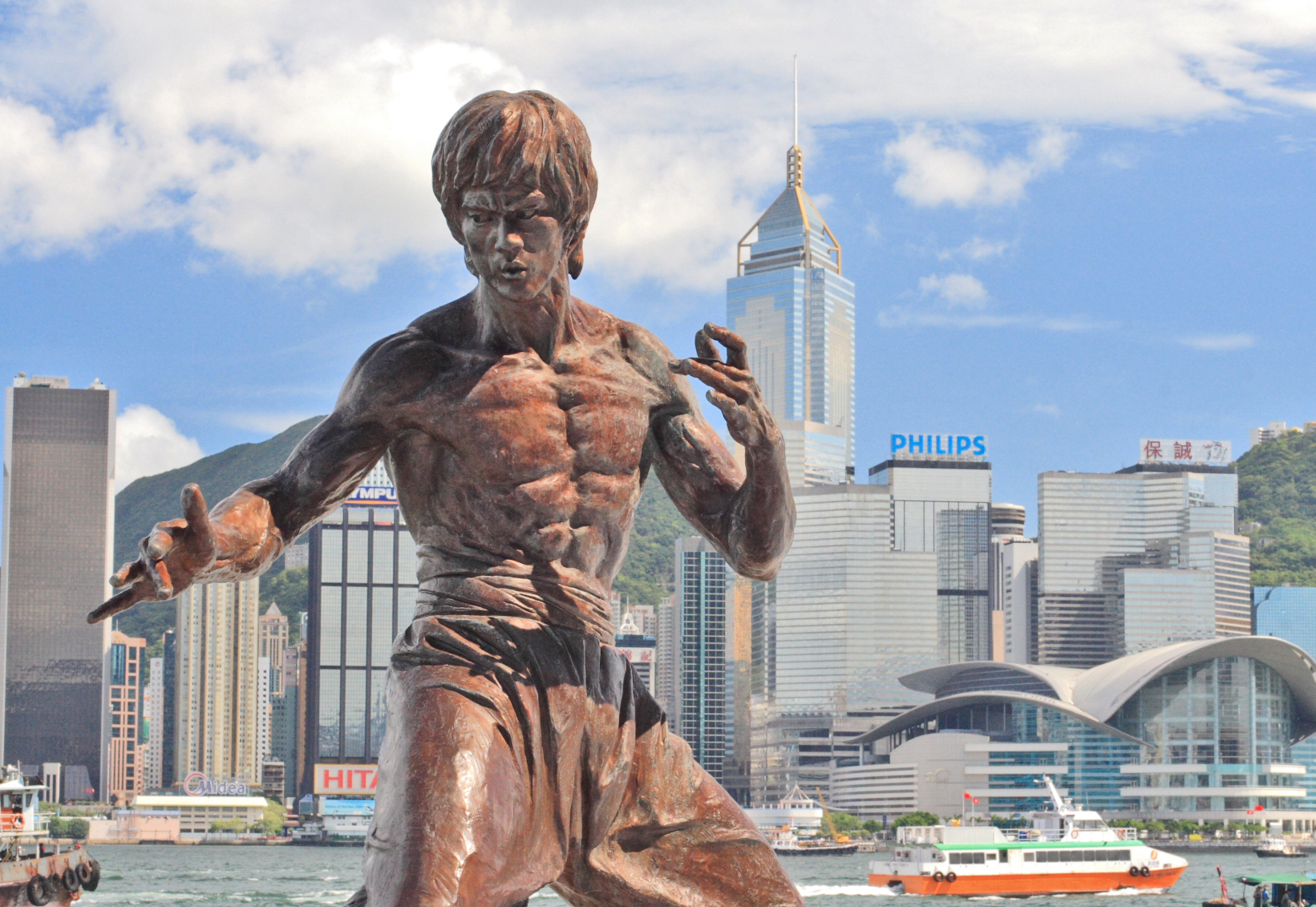
Bruce Lee szobra a Hírességek sétányán
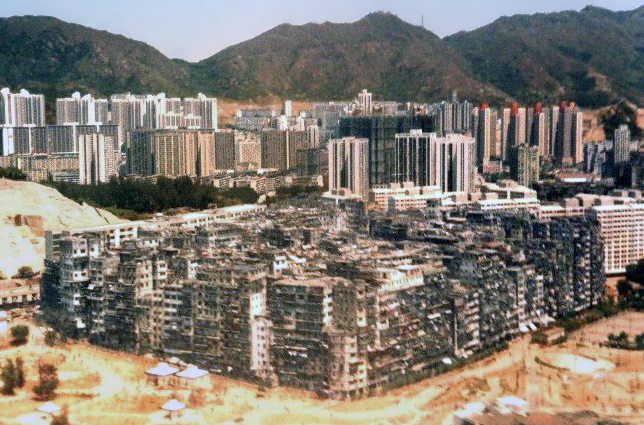
A Kowloon Walled City 1989-ben